# Leichtathletik-Ozeanienmeisterschaften 2022
Die 18. Leichtathletik-Ozeanienmeisterschaften wurden vom 7. bis 9. Juni 2022 in Mackay im australischen Bundesstaat Queensland ausgetragen. Es war damit das achte Mal, dass die Meisterschaften in Australien ausgetragen wurden und das erste Mal, dass sie in Mackay stattfanden.

## Ergebnisse Männer

### 100 m
| Platz | Athlet             | Land | Zeit (s) |
| ----- | ------------------ | ---- | -------- |
| 1     | Jake Doran         | AUS  | 10,19    |
| 2     | Edward Osei-Nketia | NZL  | 10,23    |
| aW    | Jacob Despard      | AUS  | 10,24    |
| 3     | Joshua Azzopardi   | AUS  | 10,27    |
| 4     | Tiaan Whelpton     | NZL  | 10,36    |
| 5     | Jack Hale          | AUS  | 10,41    |
| aW    | Michael Romanin    | AUS  | 10,54    |
| 6     | Banuve Tabakaucoro | FIJ  | 10,56    |
| 7     | Terrence Talio     | PNG  | 10,92    |

Finale: 7. Juni 2022
Wind: +1,2 m/s

### 200 m
| Platz | Athlet             | Land | Zeit (s) |
| ----- | ------------------ | ---- | -------- |
| 1     | Aidan Murphy       | AUS  | 20,76    |
| 2     | Calab Law          | AUS  | 20,90    |
| 3     | Jake Doran         | AUS  | 20,91    |
| aW    | Michael Romanin    | AUS  | 21,35    |
| 4     | Banuve Tabakaucoro | FIJ  | 21,37    |
| aW    | Connor Diffey      | AUS  | 21,57    |
| 5     | Liam Webb          | NZL  | 21,84    |
| 6     | Ronald Fotofili    | TGA  | 22,59    |

Finale: 8. Juni 2022
Wind: +1,8 m/s

### 400 m
| Platz | Athlet         | Land | Zeit (s) |
| ----- | -------------- | ---- | -------- |
| 1     | Alexander Beck | AUS  | 46,71    |
| 2     | Liam Webb      | NZL  | 47,50    |
| aW    | Cameron Searle | AUS  | 47,72    |
| 3     | Ian Halpin     | AUS  | 48,73    |
| aW    | Callum Rorison | AUS  | 49,12    |
| 4     | Daniel Baul    | PNG  | 49,93    |
|       | Steven Solomon | AUS  | DNS      |
|       | Karo Iga       | PNG  | DNF      |

Finale: 8. Juni 2022

### 800 m
| Platz | Athlet               | Land | Zeit (min) |
| ----- | -------------------- | ---- | ---------- |
| 1     | Brad Mathas          | NZL  | 1:53,60    |
| 2     | Michael Dawson       | NZL  | 1:55,37    |
| 3     | Adolf Kauba          | PNG  | 1:56,94    |
| aW    | Jade Bidgood         | AUS  | 1:58,62    |
| 4     | George Yamak         | PNG  | 1:59,38    |
| 5     | Sione Taufe'ulungaki | TGA  | 2:02,94    |
| 6     | Michael Manaco       | NMI  | 2:22,61    |
|       | Emmanuel Adaba       | PLW  | DSQ        |

Finale: 8. Juni 2022

### 1500 m
| Platz | Athlet         | Land | Zeit (min) |
| ----- | -------------- | ---- | ---------- |
| 1     | Samuel Tanner  | NZL  | 3:42,56    |
| 2     | Mick Stanovsek | AUS  | 3:45,98    |
| 3     | Matthew Taylor | NZL  | 3:50,18    |
| 4     | Yeshnil Karan  | FIJ  | 4:00,07    |
| aW    | Jade Bidgood   | AUS  | 4:04,25    |
| 5     | Aquila Turalom | PNG  | 4:07,58    |
| 6     | George Yamak   | PNG  | 4:13,59    |
| 7     | Emmanuel Adaba | PLW  | 4:43,19    |

Finale: 7. Juni 2022

### 5000 m
| Platz | Athlet        | Land | Zeit (min) |
| ----- | ------------- | ---- | ---------- |
| 1     | Sam McEntee   | AUS  | 13:46,39   |
| 2     | Jack Bruce    | AUS  | 13:57,65   |
| 3     | Yeshnil Karan | FIJ  | 15:26,45   |
| 4     | Siune Kagl    | PNG  | 15:36,32   |
| 5     | Simon Charley | VAN  | 17:15,69   |

Finale: 9. Juni 2022

### 10.000 m
| Platz | Athlet        | Land | Zeit (min) |
| ----- | ------------- | ---- | ---------- |
| 1     | Tim Vincent   | AUS  | 29:49,66   |
| 2     | Siune Kagl    | PNG  | 32:44,08   |
| 3     | Simon Charley | VAN  | 35:55,78   |

Finale: 7. Juni 2022

### 110 m Hürden
| Platz | Athlet           | Land | Zeit (s) |
| ----- | ---------------- | ---- | -------- |
| 1     | Nicholas Hough   | AUS  | 13,43    |
| 2     | Nicholas Andrews | AUS  | 13,62    |
| 3     | Sam Hurwood      | AUS  | 13,70    |
| aW    | Jascha Coetser   | AUS  | 14,85    |

Finale: 9. Juni 2022
Wind: +1,7 m/s

### 400 m Hürden
| Platz | Athlet      | Land | Zeit (s) |
| ----- | ----------- | ---- | -------- |
| 1     | Conor Fry   | AUS  | 52,10    |
| 2     | Luke Major  | AUS  | 52,84    |
| 3     | Daniel Baul | PNG  | 53,10    |
| 4     | Thomas Hunt | AUS  | 53,14    |

Finale: 8. Juni 2022

### 3000 m Hindernis
| Platz | Athlet         | Land | Zeit (min) |
| ----- | -------------- | ---- | ---------- |
| 1     | Liam Cashin    | AUS  | 9:01,62    |
| 2     | Luke Graves    | AUS  | 9:15,35    |
| 3     | Aquila Turalom | PNG  | 9:56,26    |

Finale: 8. Juni 2022

### 4 × 100 m Staffel
| Platz | Land | Athleten                                                       | Zeit (s) |
| ----- | ---- | -------------------------------------------------------------- | -------- |
| 1     | AUS  | Jake Penny Alex Hartmann Zach Holdsworth Jagga Pybus           | 40,24    |
| 2     | FIJ  | Waisele Inoke Banuve Tabakaucoro Meli Romuakalou Nikola Raiqeu | 41,64    |
| 3     | PNG  | Pais Wisil Terrence Talio Karo Iga Tovetina Tuna               | 41,77    |
| aW    | AUS  | Angus McKindlay Prince Jackson Joseph Doran Jascha Coetser     | 43,85    |
| 4     | COK  | Edward Nga Piritau Nga Ulukalalaata Pasina Daniel Tolosa       | 47,24    |
|       | AUS  | Jake Doran Joshua Azzopardi Jacob Despard Jack Hale            | DSQ      |

Finale: 9. Juni 2022

### 4 × 400 m Staffel
| Platz | Land | Athleten                                                          | Zeit (min) |
| ----- | ---- | ----------------------------------------------------------------- | ---------- |
| 1     | AUS  | Conor Fry Ian Halpin Aidan Murphy Luke Major                      | 3:11,14    |
| 2     | AUS  | Cameron Searle Nicholas Donaldson Connor Diffey Callum Rorison    | 3:11,47    |
| 3     | PNG  | Pais Wisil Adolf Kauba Terrence Talio Daniel Baul                 | 3:17,06    |
| 4     | FIJ  | Banuve Tabakaucoro Nikola Raiqeu Kameli Sauduadua Meli Romuakalou | 3:19,12    |

Finale: 9. Juni 2022

### 5000 m Gehen
| Platz | Athlet         | Land | Zeit (min) |
| ----- | -------------- | ---- | ---------- |
| 1     | Rhydian Cowley | AUS  | 19:57,43   |

Finale: 9. Juni 2022

### 10.000 m Gehen
| Platz | Athlet         | Land | Zeit (min) |
| ----- | -------------- | ---- | ---------- |
| 1     | Rhydian Cowley | AUS  | 46:32,45   |

Finale: 7. Juni 2022

### Hochsprung
| Platz | Athlet                  | Land | Höhe (m) |
| ----- | ----------------------- | ---- | -------- |
| 1     | Hamish Kerr             | NZL  | 2,24     |
| 2     | Yual Reath              | AUS  | 2,21     |
| 3     | Joel Baden              | AUS  | 2,15     |
| 4     | Simioluwa Thomsen-Ajayi | AUS  | 2,10     |
| 5     | Piritau Nga             | COK  | 1,75     |
| 6     | Edward Nga              | COK  | 1,70     |
| 7     | Elstrom Wanemut         | VAN  | 1,65     |

Finale: 7. Juni 2022

### Stabhochsprung
| Platz | Athlet           | Land | Höhe (m) |
| ----- | ---------------- | ---- | -------- |
| 1     | Dalton Di Medio  | AUS  | 5,10     |
| 2     | James Steyn      | NZL  | 5,10     |
| 3     | Angus Armstrong  | AUS  | 5,10     |
| aW    | Brodie Cross     | AUS  | 4,95     |
| 4     | Ettiene Du Preez | NZL  | 4,65     |
| 5     | Karo Iga         | PNG  | 3,50     |

Finale: 8. Juni 2022

### Weitsprung
| Platz | Athlet          | Land | Weite (m) |
| ----- | --------------- | ---- | --------- |
| 1     | Chris Mitrevski | AUS  | 7,90      |
| 2     | Darcy Roper     | AUS  | 7,84      |
| 3     | Karo Iga        | PNG  | 7,17      |
| 4     | Eldan Toti      | PNG  | 7,00      |
| 5     | Elstrom Wanemut | VAN  | 6,32      |
| 6     | Teaiki Lenoir   | PYF  | 6,25      |
| 7     | Piritau Nga     | COK  | 6,04      |

Finale: 7. Juni 2022

### Dreisprung
| Platz | Athlet          | Land | Weite (m) |
| ----- | --------------- | ---- | --------- |
| 1     | Julian Konle    | AUS  | 16,21     |
| 2     | Ayo Ore         | AUS  | 16,17     |
| 3     | Shemaiah James  | AUS  | 15,94     |
| 4     | Elstrom Wanemut | VAN  | 13,42     |
| 5     | Piritau Nga     | COK  | 11,49     |

Finale: 8. Juni 2022

### Kugelstoßen
| Platz | Athlet                     | Land | Weite (m) |
| ----- | -------------------------- | ---- | --------- |
| 1     | Damien Birkinhead          | AUS  | 18,59     |
| 2     | Ryan Ballantyne            | NZL  | 18,42     |
| 3     | Nick Palmer                | NZL  | 18,21     |
| 4     | Aiden Harvey               | AUS  | 17,77     |
| 5     | Daniel Green               | AUS  | 17,04     |
| 6     | Jonathan-Daiwea Detageouwa | NRU  | 13,92     |
| 7     | De'bono Paraka             | PNG  | 13,83     |

Finale: 7. Juni 2022

### Diskuswurf
| Platz | Athlet                     | Land | Weite (m) |
| ----- | -------------------------- | ---- | --------- |
| 1     | Connor Bell                | NZL  | 57,51     |
| 2     | Lachlan Page               | AUS  | 54,83     |
| 3     | De'bono Paraka             | PNG  | 53,33     |
| 4     | Declan Carman              | AUS  | 52,84     |
| 5     | Jared Neighbours           | NZL  | 45,88     |
| aW    | Alex Smith                 | AUS  | 39,93     |
| 6     | Jonathan-Daiwea Detageouwa | NRU  | 37,42     |

Finale: 8. Juni 2022

### Hammerwurf
| Platz | Athlet          | Land | Weite (m) |
| ----- | --------------- | ---- | --------- |
| 1     | Ned Weatherly   | AUS  | 69,09     |
| 2     | Anthony Nobilo  | NZL  | 67,29     |
| 3     | Timothy Heyes   | AUS  | 66,31     |
| 4     | Costa Kousparis | AUS  | 64,56     |
| 5     | Todd Bates      | NZL  | 57,31     |

Finale: 9. Juni 2022

### Speerwurf
| Platz | Athlet             | Land | Weite (m) |
| ----- | ------------------ | ---- | --------- |
| 1     | Cruz Hogan         | AUS  | 79,25     |
| 2     | Cameron McEntyre   | AUS  | 78,42     |
| 3     | Hamish Peacock     | AUS  | 74,91     |
| 4     | Donny Tuimaseve    | SAM  | 61,66     |
| 5     | Jack Nasawa        | VAN  | 60,77     |
| 6     | Jared Neighbours   | NZL  | 60,67     |
| 7     | Lakona Gerega      | PNG  | 56,25     |
| 8     | Rangireva Colombel | PYF  | 50,90     |

Finale: 7. Juni 2022

### Zehnkampf
| Platz | Athlet            | Land | Punkte |
| ----- | ----------------- | ---- | ------ |
| 1     | Max Attwell       | NZL  | 7635   |
| 2     | Alec Diamond      | AUS  | 7582   |
| aW    | Liam Gilbert      | AUS  | 7368   |
| 3     | Christian Paynter | AUS  | 7296   |
| aW    | Martin Clark      | AUS  | 6882   |
| aW    | Joseph Doran      | AUS  | 5366   |
|       | Daniel Golubovic  | AUS  | DNF    |

Datum: 7./8. Juni 2022

## Ergebnisse Frauen

### 100 m
| Platz | Athletin      | Land | Zeit (s) |
| ----- | ------------- | ---- | -------- |
| 1     | Zoe Hobbs     | NZL  | 11,09    |
| aW    | Naa Anang     | AUS  | 11,31    |
| 2     | Bree Masters  | AUS  | 11,34    |
| 3     | Ella Connolly | AUS  | 11,53    |
| aW    | Hana Basic    | AUS  | 11,79    |
| 4     | Monique Quirk | AUS  | 11,94    |
| 5     | Toea Wisil    | PNG  | 11,97    |
| 6     | Olivia Wilson | NZL  | 12,02    |
| 7     | Adrine Monagi | PNG  | 12,69    |

Finale: 7. Juni 2022
Wind: +0,8 m/s

### 200 m
| Platz | Athletin          | Land | Zeit (s) |
| ----- | ----------------- | ---- | -------- |
| 1     | Georgia Hulls     | NZL  | 23,45    |
| 2     | Ella Connolly     | AUS  | 23,82    |
| 3     | Bree Masters      | AUS  | 23,87    |
| 4     | Monique Quirk     | AUS  | 24,35    |
| 5     | Brooke Somerfield | NZL  | 24,61    |
| aW    | Kayla Montagner   | AUS  | 26,27    |
|       | Jovita Arunia     | SOL  | DNS      |
|       | Jordyn Blake      | NZL  | DNS      |

Finale: 8. Juni 2022
Wind: +1,0 m/s

### 400 m
| Platz | Athletin         | Land | Zeit (s) |
| ----- | ---------------- | ---- | -------- |
| 1     | Rosie Elliott    | NZL  | 52,97    |
| 2     | Izzy Neal        | NZL  | 53,47    |
| 3     | Jessica Thornton | AUS  | 53,71    |
| 4     | Camryn Smart     | NZL  | 53,90    |
| 5     | Helen Pretorius  | AUS  | 54,20    |
| 6     | Jasmin Guthrie   | AUS  | 54,79    |
| 7     | Jordyn Blake     | NZL  | 56,32    |
| aW    | Ilana Grandine   | AUS  | 57,10    |

Finale: 8. Juni 2022

### 800 m
| Platz | Athletin              | Land | Zeit (min) |
| ----- | --------------------- | ---- | ---------- |
| 1     | Tess Kirsopp-Cole     | AUS  | 2:04,63    |
| 2     | Claudia Hollingsworth | AUS  | 2:04,79    |
| 3     | Holly Manning         | NZL  | 2:06,35    |
| 4     | Rosa Twyford          | NZL  | 2:09,79    |
| 5     | Mary Kua              | PNG  | 2:26,72    |
| 6     | Scholastica Herman    | PNG  | 2:27,59    |
| 7     | Aina Goir             | PNG  | 2:31,25    |

Finale: 8. Juni 2022

### 1500 m
| Platz | Athletin               | Land | Zeit (min) |
| ----- | ---------------------- | ---- | ---------- |
| 1     | Claudia Hollingsworth  | AUS  | 4:12,33    |
| 2     | Abbey Caldwell         | AUS  | 4:12,62    |
| 3     | Jaylah Hancock-Cameron | AUS  | 4:15,11    |
| 4     | Rosa Twyford           | NZL  | 4:29,45    |
| 5     | Mary Kua               | PNG  | 5:16,29    |
| 6     | Aina Goir              | PNG  | 5:24,07    |
| 7     | Vilimaina Naituku      | FIJ  | 5:38,20    |

Finale: 7. Juni 2022

### 5000 m
| Platz | Athletin           | Land | Zeit (min) |
| ----- | ------------------ | ---- | ---------- |
| 1     | Paige Campbell     | AUS  | 16:07,56   |
| aW    | Audrey Hall        | AUS  | 18:26,97   |
| aW    | Penelope Townshend | AUS  | 18:37,67   |
| 2     | Nathania Tan       | NMI  | 19:31,01   |
| 3     | Ongan Awa          | PNG  | 19:58,68   |
| 4     | Vilimaina Naituku  | FIJ  | 21:31,29   |

Finale: 9. Juni 2022

### 10.000 m
| Platz | Athletin     | Land | Zeit (min) |
| ----- | ------------ | ---- | ---------- |
| aW    | Audrey Hall  | AUS  | 39:32,06   |
| 1     | Nathania Tan | NMI  | 41:15,60   |

Finale: 7. Juni 2022

### 100 m Hürden
| Platz | Athletin             | Land | Zeit (s) |
| ----- | -------------------- | ---- | -------- |
| 1     | Celeste Mucci        | AUS  | 12,75    |
| 2     | Michelle Jenneke     | AUS  | 12,95    |
| 3     | Abbie Taddeo         | AUS  | 13,05    |
| 4     | Adrine Monagi        | PNG  | 13,96    |
| 5     | Alessandra MacDonald | NZL  | 14,23    |
| 6     | Amy Robertson        | NZL  | 14,44    |

Finale: 9. Juni 2022
Wind: +3,3 m/s

### 400 m Hürden
| Platz | Athletin             | Land | Zeit (s) |
| ----- | -------------------- | ---- | -------- |
| 1     | Sarah Carli          | AUS  | 55,98    |
| 2     | Brodee Mate          | AUS  | 58,82    |
| 3     | Isabella Guthrie     | AUS  | 59,22    |
| 4     | Genevieve Cowie      | AUS  | 60,47    |
| 5     | Alessandra MacDonald | NZL  | 60,65    |
| 6     | Edna Boafob          | PNG  | 68,75    |

Finale: 8. Juni 2022

### 3000 m Hindernis
| Platz | Athletin         | Land | Zeit (min) |
| ----- | ---------------- | ---- | ---------- |
| 1     | Brielle Erbacher | AUS  | 9:57,60    |
| 2     | Cara Feain-Ryan  | AUS  | 9:59,67    |

Finale: 8. Juni 2022

### 4 × 100 m Staffel
| Platz | Land | Athletinnen                                                      | Zeit (s) |
| ----- | ---- | ---------------------------------------------------------------- | -------- |
| 1     | AUS  | Ella Connolly Bree Masters Monique Quirk Naa Anang               | 44,06    |
| 2     | NZL  | Talia Van Rooyen Brooke Somerfield Amy Robertson Marielle Venida | 47,33    |
| 3     | AUS  | Eryn Vicary Aviva Damjanovic Sophie Raciti Kayla Montagner       | 49,54    |

Finale: 9. Juni 2022

### 4 × 400 m Staffel
| Platz | Land | Athletinnen                                                  | Zeit (min) |
| ----- | ---- | ------------------------------------------------------------ | ---------- |
| 1     | NZL  | Camryn Smart Georgia Hulls Rosie Elliott Izzy Neal           | 3:35,03    |
| 2     | AUS  | Sarah Carli Jessica Thornton Jasmin Guthrie Helen Pretorius  | 3:37,62    |
| 3     | AUS  | Ilana Grandine Tess Kirsopp-Cole Genevieve Cowie Brodee Mate | 3:39,25    |
| aW    | AUS  | Claudia Chapman Lilian Hughes Penelope Townshend Eryn Vicary | 4:28,59    |

Finale: 9. Juni 2022

### 5000 m Gehen
| Platz | Athletin       | Land | Zeit (min) |
| ----- | -------------- | ---- | ---------- |
| 1     | Courtney Ruske | NZL  | 25:02,84   |

Finale: 7. Juni 2022

### 10.000 m Gehen
| Platz | Athletin          | Land | Zeit (min) |
| ----- | ----------------- | ---- | ---------- |
| 1     | Jemima Montag     | AUS  | 44:18,86   |
| 2     | Rebecca Henderson | AUS  | 45:31,41   |
| 3     | Katie Hayward     | AUS  | 46:14,77   |
| 4     | Courtney Ruske    | NZL  | 50:41,28   |

Finale: 9. Juni 2022

### Hochsprung
| Platz | Athletin           | Land | Höhe (m) |
| ----- | ------------------ | ---- | -------- |
| 1     | Erin Shaw          | AUS  | 1,85     |
| 2     | Keeley O’Hagan     | NZL  | 1,82     |
| 3     | Emily Whelan       | AUS  | 1,76     |
| 4     | Imogen Skelton     | NZL  | 1,76     |
| 5     | Josephine Reeves   | NZL  | 1,76     |
| 6     | Alexandra Harrison | AUS  | 1,73     |

Finale: 7. Juni 2022

### Stabhochsprung
| Platz | Athletin             | Land | Höhe (m) |
| ----- | -------------------- | ---- | -------- |
| 1     | Olivia McTaggart     | NZL  | 4,50     |
| 2     | Imogen Ayris         | NZL  | 4,40     |
| 3     | Jamie Scroop         | AUS  | 4,00     |
| 4     | Courtney Smallacombe | AUS  | 3,80     |

Finale: 8. Juni 2022

### Weitsprung
| Platz | Athletin       | Land | Weite (m) |
| ----- | -------------- | ---- | --------- |
| 1     | Tomysha Clark  | AUS  | 6,38      |
| 2     | Samantha Dale  | AUS  | 6,31      |
| 3     | Mariah Ririnui | NZL  | 6,20      |
| 4     | Jessie Harper  | AUS  | 6,03      |
| 5     | Rellie Kaputin | PNG  | 5,94      |

Finale: 7. Juni 2022

### Dreisprung
| Platz | Athletin       | Land | Weite (m) |
| ----- | -------------- | ---- | --------- |
| 1     | Kayla Cuba     | AUS  | 13,56     |
| 2     | Desleigh Owusu | AUS  | 13,30     |
| 3     | Chloe Grenade  | AUS  | 12,76     |
| 4     | Anna Thomson   | NZL  | 12,43     |

Finale: 8. Juni 2022

### Kugelstoßen
| Platz | Athletin               | Land | Weite (m) |
| ----- | ---------------------- | ---- | --------- |
| 1     | ʻAta Maama Tu'utafaiva | TGA  | 16,29     |
| 2     | Lyvante Su'emai        | AUS  | 15,27     |
| 3     | Emma Berg              | AUS  | 15,05     |
| 4     | Loveleina Wong-Sang    | PYF  | 13,98     |
| aW    | Rebecca Lodge          | AUS  | 12,26     |
| aW    | Lilly Hewitt           | AUS  | 11,52     |
| 5     | Kovieva Tuugahala      | PYF  | 11,14     |
| 6     | Genie Gerardo          | GUM  | 10,79     |
| aW    | Sophie Raciti          | AUS  | 10,04     |

Finale: 7. Juni 2022

### Diskuswurf
| Platz | Athletin               | Land | Weite (m) |
| ----- | ---------------------- | ---- | --------- |
| 1     | Taryn Gollshewsky      | AUS  | 57,39     |
| 2     | Tatiana Kaumoana       | NZL  | 54,20     |
| 3     | Lyvante Su'emai        | AUS  | 52,80     |
| 4     | Savannah Scheen        | NZL  | 51,66     |
| 5     | Marley Raikiwasa       | AUS  | 49,37     |
| 6     | Loveleina Wong-Sang    | PYF  | 40,18     |
| aW    | Sophie Raciti          | AUS  | 38,80     |
| 7     | ʻAta Maama Tu'utafaiva | TGA  | 37,91     |
| aW    | Tara Wilson            | AUS  | 35,31     |
| 8     | Sharon Toako           | PNG  | 31,56     |

Finale: 8. Juni 2022

### Hammerwurf
| Platz | Athletin             | Land | Weite (m) |
| ----- | -------------------- | ---- | --------- |
| 1     | Nicole Bradley       | NZL  | 67,99     |
| 2     | Lauren Bruce         | NZL  | 67,90     |
| 3     | Alexandra Hulley     | AUS  | 67,11     |
| 4     | Stephanie Ratcliffe  | AUS  | 64,04     |
| 5     | Dyani Shepherd-Oates | NZL  | 54,66     |
| 6     | Caitlyn Hester       | AUS  | 52,24     |
| aW    | Sophie Raciti        | AUS  | 43,24     |
| aW    | Lilly Hewitt         | AUS  | 40,48     |
| aW    | Tara Wilson          | AUS  | 38,61     |
| 7     | Kovieva Tuugahala    | PYF  | 37,58     |

Finale: 9. Juni 2022

### Speerwurf
| Platz | Athletin          | Land | Weite (m) |
| ----- | ----------------- | ---- | --------- |
| 1     | Mackenzie Little  | AUS  | 63,18     |
| 2     | Tori Peeters      | NZL  | 60,68     |
| 3     | Kelsey-Lee Barber | AUS  | 60,63     |
| 4     | Alexandra Roberts | AUS  | 56,34     |
| 5     | Sharon Toako      | PNG  | 40,40     |
| 6     | Liamwar Rgangamar | NMI  | 30,29     |

Finale: 7. Juni 2022

### Siebenkampf
| Platz | Athletin       | Land | Punkte |
| ----- | -------------- | ---- | ------ |
| 1     | Taneille Crase | AUS  | 5945   |
| 2     | Christina Ryan | NZL  | 5282   |
| 3     | Alysha Burnett | AUS  | 4521   |
| aW    | Unity Beitzel  | AUS  | 4200   |
| aW    | Abbey Hromenko | AUS  | 3669   |
| 4     | Maddie Wilson  | NZL  | 2679   |
|       | Tori West      | AUS  | DNF    |

Datum: 7./8. Juni 2022

## Medaillenspiegel
| Platz | Land               |    |    |    |    |
| ----- | ------------------ | -- | -- | -- | -- |
| 1     | Australien         | 31 | 24 | 25 | 80 |
| 2     | Neuseeland         | 12 | 14 | 4  | 30 |
| 3     | Nördliche Marianen | 1  | 1  | 0  | 2  |
| 4     | Fidschi            | 1  | 0  | 2  | 3  |
| 5     | Tonga              | 1  | 0  | 0  | 1  |
| 6     | Papua-Neuguinea    | 0  | 3  | 6  | 9  |
| 7     | Cookinseln         | 0  | 0  | 1  | 1  |
| 7     | Vanuatu            | 0  | 0  | 1  | 1  |